# Ogólnopolski Związek Zawodowy „Inicjatywa Pracownicza”
Ogólnopolski Związek Zawodowy „Inicjatywa Pracownicza” (OZZ IP) – polski związek zawodowy działający na terenie całego kraju. Prawnie zarejestrowany 23 sierpnia 2004, faktycznie działa od 2002.
W swojej deklaracji ideowej określa siebie jako „oddolny, samorządny związek zawodowy” i odwołuje się do zasad samorządności, spółdzielczości, federalizmu i demokracji bezpośredniej.

## Historia

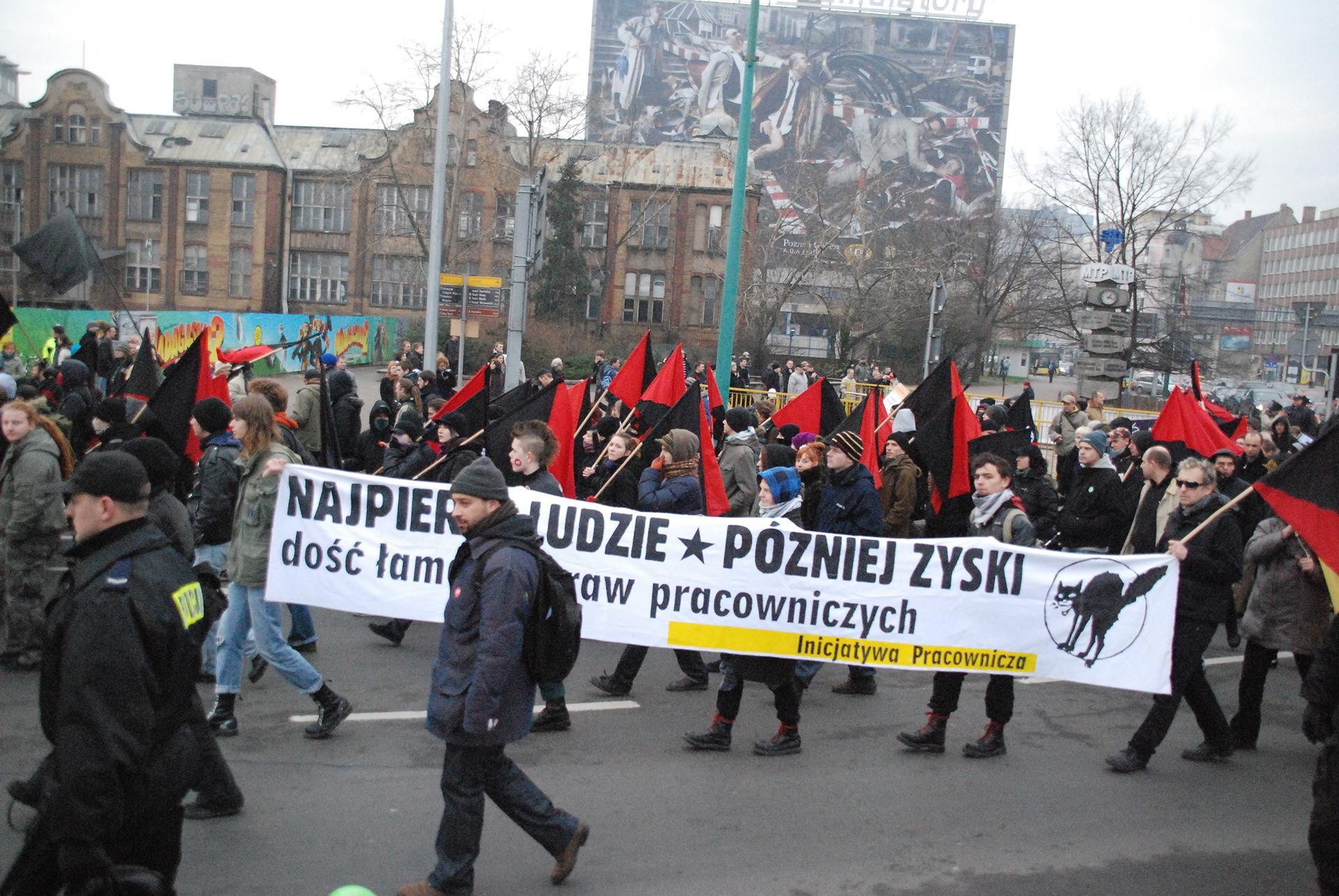
Baner Inicjatywy Pracowniczej w czasie manifestacji w Poznaniu (2008).

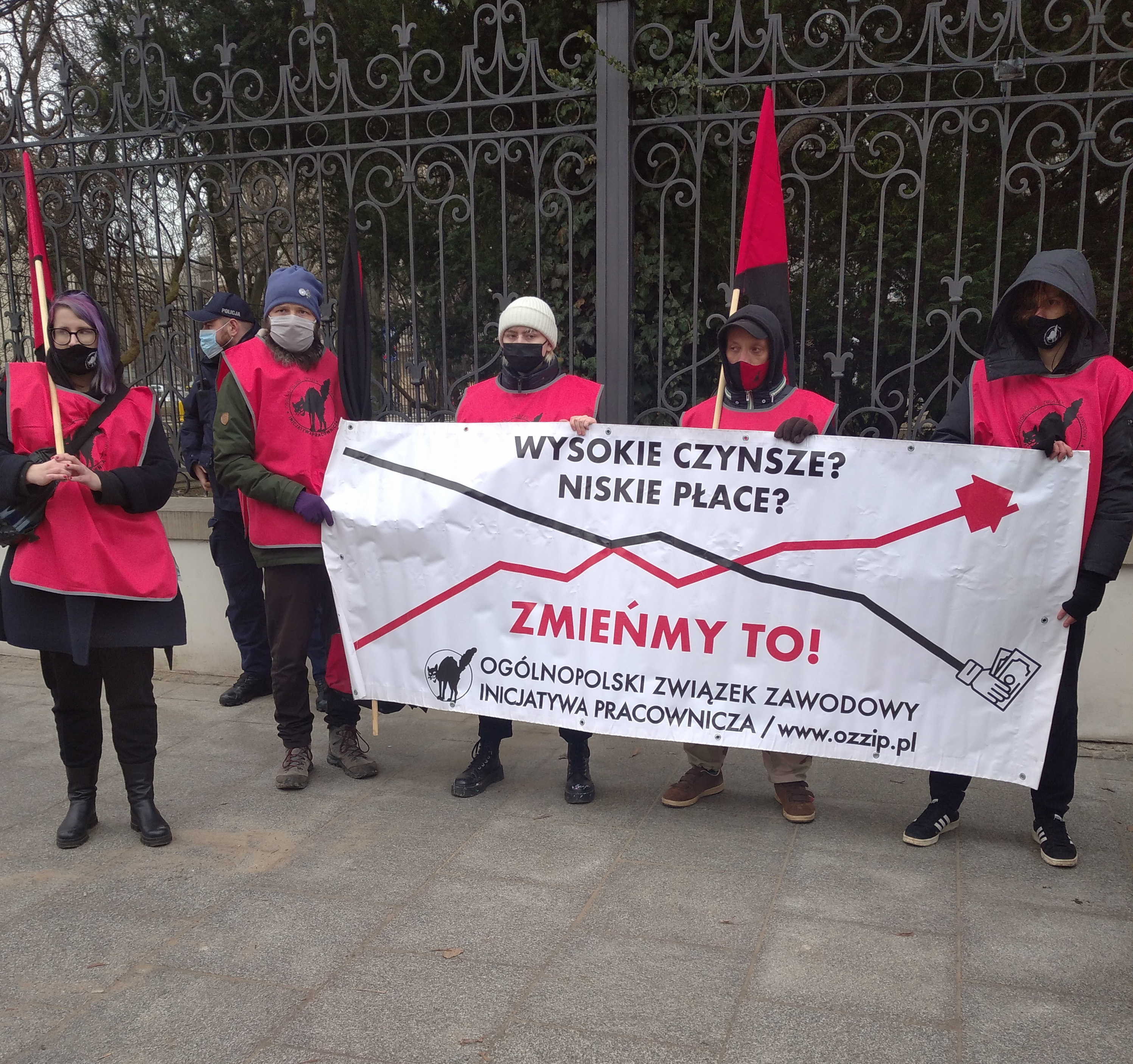
Baner Inicjatywy Pracowniczej na demonstracji w Warszawie (2021).

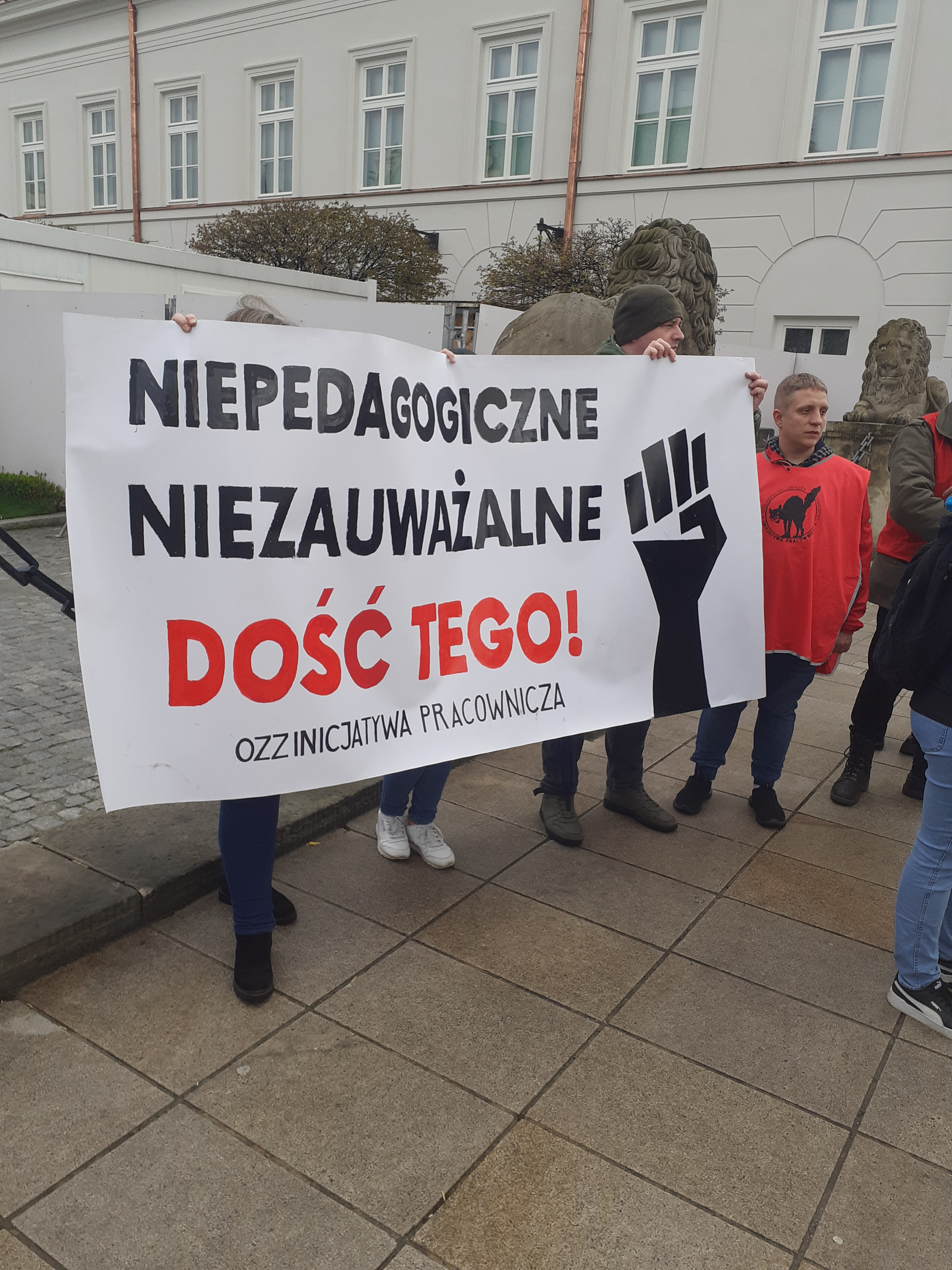
OZZ IP na demonstracji o prawa osób z niepełnosprawnościami i ich opiekunów w 2023.

Jeszcze przed oficjalną rejestracją związku zawodowego działacze Inicjatywy Pracowniczej zaangażowani byli w szereg akcji protestacyjnych przeciwko likwidacji miejsc pracy oraz uelastycznianiu prawa pracy. W 2002 związek między innymi wziął udział w akcjach protestacyjnych przeciwko grupowym zwolnieniom w poznańskich zakładach H. Cegielski, gdzie w 2004 zorganizowano komisję zakładową związku, a jednym z jej założycieli był były członek Solidarności oraz Solidarności 80 – Marcel Szary. Jednym z pierwszych działań Inicjatywy Pracowniczej było wezwanie zarządu do rozmów płacowych. W świetlicy zakładowej stawiło się ok. 200 osób, przedstawiciele zarządu jednak nie przybyli. Zdenerwowani robotnicy zorganizowali „płytę” – wiec załogi, a następnie przeszli ulicami pod budynek zarządu. Podobnych akcji w ciągu dwóch lat związek przeprowadził kilkanaście, trwały od 20 minut do 3 godzin. Drugą, niezwykle spektakularną inicjatywą związku, który oficjalnie zrzeszał 12 pracowników (nieoficjalnie ponad 800), było wezwanie do manifestacyjnego brania urlopu na żądanie. 16 kwietnia 2007 90% pracowników zakładów H. Cegielski nie stawiło się do pracy, przybyli za to pod siedzibę zarządu, żądając podwyżek.
Inicjatywa Pracownicza uczestniczyła w protestach organizowanych przez Ogólnopolski Komitet Protestacyjny oraz współorganizował obchody rocznicy Poznańskiego Czerwca wraz z Solidarnością 80 i OPZZ „Konfederacja Pracy”.
W 2003 Inicjatywa Pracownicza była organizatorem pierwszej Ogólnopolskiej Konferencji Pracowniczej, która dała początek serii spotkań działaczy pracowniczych w następnych latach.
W kolejnych latach związek angażował się w wiele akcji protestacyjnych w całym kraju, m.in. na Poczcie Polskiej, w marketach Auchan i Kaufland, w zakładach H. Cegielski – Poznań oraz w służbie zdrowia.
W styczniu 2006 związek przystąpił do Komitetu Pomocy i Obrony Represjonowanych Pracowników, który miał na celu przeciwdziałać stosowaniu represji wobec związkowców. Inicjatywa Pracownicza, razem z WZZ „Sierpień'80” i Związkiem Zawodowym Metalowców stanowiła trzon organizacji. Natomiast Inicjatorami Komitetu byli Krzysztof Łabądź, przewodniczący Wolnego Związku Zawodowego „Sierpień'80” w kopalni „Budryk”, Dariusz Skrzypczak, szef zakładowej organizacji NSZZ „Solidarność” w poznańskiej Goplanie oraz Sławomir Kaczmarek z Ogólnopolskiego Związku Zawodowego „Inicjatywa Pracownicza” w Uniontex w Łodzi.
W czerwcu 2012 Inicjatywa Pracownicza była jednym z organizatorów kampanii pod hasłem „Chleba zamiast igrzysk” przeciwko organizacji w Polsce Mistrzostw Europy w Piłce Nożnej.
W maju 2015 związek włączył się w kampanię „Chcemy więcej zarabiać!”, zainicjowaną przez Wolny Związek Zawodowy Sierpień 80. Jej organizatorzy domagali się podniesienia płacy minimalnej do 2800 zł brutto i stawki godzinowej nie mniejszej niż 15 zł. IP wsparła kampanię przeprowadzając akcje informacyjne na temat postawionego postulatu. Odbyły się one w kilku miastach m.in. Warszawie, Poznaniu, Wrocławiu, Zielonej Górze, Lublinie, Bydgoszczy, na Śląsku. W tym samym roku związek przystąpił również do koalicji przeciwko umowom TTIP i CETA. Włączył się w przygotowanie materiałów informacyjnych i ich dystrybucję, samodzielną organizację szeregu pikiet, a także uczestniczenie w demonstracjach innych organizacji (m.in. demonstracja przeciw CETA w Warszawie).
W lutym 2016 związek rozpoczął akcje informacyjną „Dość śmieciowym kontraktom. Żądamy naszych etatów i praw!”. Jej celem było nagłośnienie procesu o ustanowienie stosunku pracy członkini Inicjatywy Pracowniczej w szpitalu w Gorzowie Wielkopolskim, sytuacji pielęgniarek zatrudnianych na umowach cywilnoprawnych, a także wezwanie do wspólnego organizowania się na rzecz bardziej stabilnych warunków pracy. w Toruniu, Gorzowie Wielkopolskim, Ostrowie, Poznaniu, Wrocławiu, Warszawie i wielu innych miejscowościach rozdawano ulotki oraz informowano o skutkach przymusowego samozatrudnienia i możliwościach oporu.
Po inwazji Rosji na Ukrainę w lutym 2022 Inicjatywa Pracownicza zaangażowała się w niesienie pomocy humanitarnej do Ukrainy, jak i również rozpowszechnianie wiedzy na temat polskiego prawa pracy pośród mniejszości białoruskiej oraz ukraińskiej w Polsce. Rozpoczęto również kampanię mającą na celu zwrócenie uwagi na rosnące ceny wynajmu mieszkań. Inicjatywa Pracownicza wraz z innymi organizacjami (m.in. Socjalny Ruch oraz Operacja Solidarność z Ukrainy) przygotowała petycję do władz RP, w której zażądały interwencji państwa w rynek mieszkaniowy. Związek również ściśle współpracuje z ukraińską organizacją socjalistyczną Ruch Społeczny.

### Koła młodych

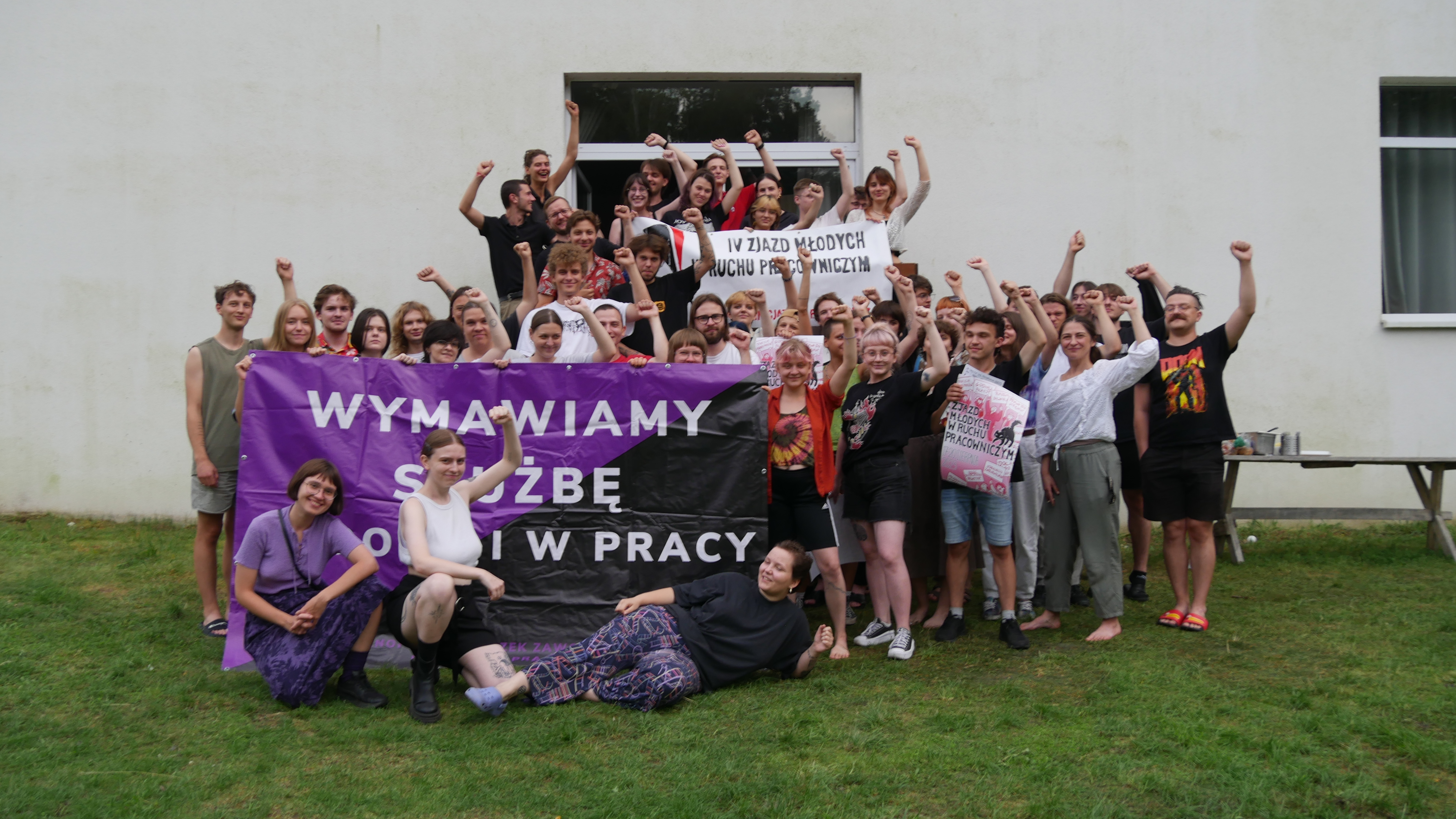
Członkowie i członkinie kół na IV Zjeździe Młodych w Ruchu Pracowniczym w lecie 2023.

Od 2020 w strukturach Inicjatywy Pracowniczej funkcjonują koła młodych. Zrzeszają one ponad 300 osób w 8 miastach (Warszawa, Poznań, Łódź, Kraków, Toruń, Wrocław, Katowice, Trójmiasto). Są one jednostkami podstawowymi związku, na równi z komisjami zakładowymi, międzyzakładowymi i środowiskowymi. Koła mają na celu organizację młodych osób wokół spraw pracowniczych, lokatorskich oraz związanych ze studiami. Do akcji przeprowadzonych przez struktury młodych należą coroczne zjazdy, redakcja i kolportaż czasopisma Alarm studencki, wsparcie związkowców m.in. w zakładach Amazona, Kauflandu i MZK Bydgoszcz, protest Spanie w BUW-ie w Bibliotece Uniwersyteckiej w Warszawie oraz okupacja Domu Studenckiego Jowita w Poznaniu. 17 maja 2024 koła młodych podjęły strajk okupacyjny w Domu Studenckim Kamionka należącego do Uniwersytetu Jagiellońskiego w Krakowie, żądając m.in. zaniechania planów jego sprzedaży oraz przywrócenia budynków do funkcji akademika. Władze podjęły nieudaną próbę siłowego zakończenia sporu poprzez wezwanie Policji na teren uczelni.

### Działalność międzynarodowa
W 2012 przedstawiciele związku z Kostrzyna wzięli udział w blokadzie marszu neonazistów we Frankfurcie nad Odrą.
1 marca 2016 razem z pracownikami z różnych zakładów, sektorów i krajów, studentami, bezrobotnymi oraz migrantami Inicjatywa Pracownicza wzięła udział w szeregu skoordynowanych działań przeciwko prekaryzacji i zaostrzaniu prawa do swobodnego przemieszczania się. Protesty odbyły się w wielu miastach we Włoszech, Niemczech, Anglii, Szkocji, Szwecji, Słowenii, Francji i Austrii. w Polsce zorganizowano pikiety pod agencjami pracy tymczasowej nawiązując do sytuacji pracowników tymczasowych, na przemian zatrudnianych i zwalnianych, w firmie Amazon. Odbyły się one pod hasłem „Tymczasowy nie oznacza pokorny”. Był to jeden z wielu protestów Inicjatywy Pracowniczej odnoszących się do pracy tymczasowej.
W lutym 2017 Inicjatywa Pracownicza przeprowadziła w Poznaniu i Warszawie akcje wzywające do solidarności ze strajkującymi pracownikami w Niemczech. Wydarzenie motywowane było działaniami sieci Starbucks, która oferowała polskim pracującym wyjazd do Niemiec na okres od 1 do 4 dni i pracę za niemiecką stawkę minimalną. Celem oferty było zastąpienie tamtejszych pracownic i pracowników w przypadku planowanego strajku. Ostatecznie operator sieci kawiarni Starbucks wycofał się z realizacji powyższej oferty.
W marcu 2020 Inicjatywa Pracownicza dołączyła do międzynarodowej organizacji Amazon Workers International, która jest koalicją pracowników i pracownic magazynów Amazon z różnych organizacji zakładowych i różnych krajów, w tym z Niemiec, Polski, Hiszpanii, Francji, Słowacji i Stanów Zjednoczonych. W tzw. „Czarny piątek”, 27 listopada 2020, pracownicy Amazon, związki zawodowe, w tym Inicjatywa Pracownicza w ramach koalicji Amazon Workers International oraz obywatele z całego świata, wspierani przez szeroką koalicję sojuszników, m.in. Uniglobal, ITUC, IndustriALL, Oxfam, Greenpeace, Progressive International, Amnesty International, rozpoczęli kampanię #MakeAmazonPay.
OZZ jest jednym ze współzałożycieli powstałej w 2018 Międzynarodowej Konfederacji Pracy (ICL), razem z Krajową Konfederacją Pracy (CNT), Freie Arbeiterinnen- und Arbeiter-Union (FAU), Unione Sindacale Italiana (USI), Robotnikami Przemysłowymi Świata (IWW), ESE oraz FORA.

### Socjalny Kongres Kobiet

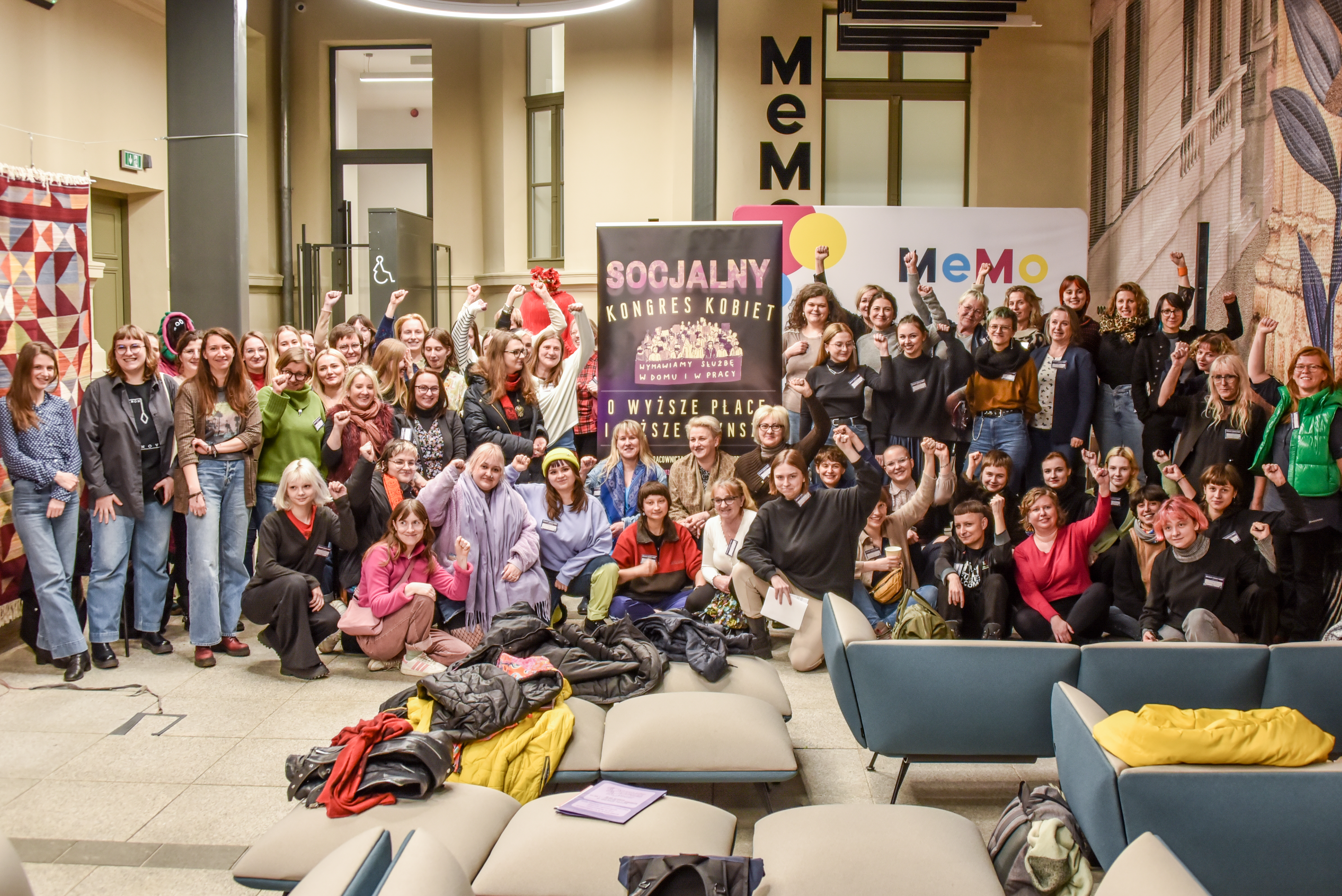
Uczestniczki IV Socjalnego Kongresu Kobiet, który miał miejsce 11–12 marca 2023 w Łodzi.

Od 2018 związek zawodowy organizuje Socjalny Kongres Kobiet, którego pierwsza edycja powstała z inicjatywy pracownic poznańskich żłobków. Niedługo potem przyłączyły się do nich m.in. działaczki z Wielkopolskiego Stowarzyszenia Lokatorów. Wydarzenie miało stanowić platformę wymiany doświadczeń i budowania świadomości wspólnoty interesów pracownic różnych zawodów, a także być alternatywą dla Kongresu Kobiet, oskarżanego o elitaryzm oraz klasizm.
Wydarzenie odbyło się 3 marca 2018 w Poznaniu i zgromadziło działaczki z Warszawskiego i Wielkopolskiego Stowarzyszenia Lokatorów, pracownice instytucji kultury (m.in. Centrum Kultury „Zamek”, Teatru Ósmego Dnia, Uniwersytetu Artystycznego), żłobków, Amazona, Volkswagena, medyczne, usług komunalnych oraz instytucji miejskich, bibliotekarki, opiekunki, artystki z Komisji Artystów IP, aktywistki na rzecz praw reprodukcyjnych i studentki. Łącznie miało uczestniczyć w wydarzeniu około 150 osób.
Druga edycja SKK odbyła się jeszcze tego samego roku 13 października również w Poznaniu. Brało w niej udział ponad 100 osób.
Trzecia edycja SKK miała miejsce 11 maja 2019 na terenie Muzeum Etnograficznego im. Marii Znamierowskiej-Prüfferowej w Toruniu.
Po przerwie w organizowaniu SKK spowodowanej m.in. pandemią Covid-19 powrócono do niego w 2023. W dniach 11–12 marca 2023 odbyła się czwarta edycja SKK, którą zorganizowano na terenie Mediateki Memo należącej do Biblioteki Miejskiej w Łodzi. Był to pierwszy raz, kiedy Kongres trwał dwa dni, a nie jeden, jak dotychczas. W wydarzeniu udział wzięło ponad 150 osób z różnych organizacji, m.in.: OZZ „Inicjatywa Pracownicza”, WZZ „Sierpień 80”, Związek Nauczycielstwa Polskiego, OPZZ „Konfederacja Pracy”, Ogólnopolskie Porozumienie Związków Zawodowych, NSZZ „Solidarność”, ZZ AgroUnia Pracownicza, Łódzkie, Wielkopolskie i Warszawskie Stowarzyszenie Lokatorów, Komitet Obrony Praw Lokatorów, Łódź dla Ludzi; obecne były również organizacje socjalne i społeczne, m.in. Protest 2119, Stowarzyszenie Bez, Rodzic w Mieście, TAK! Trójmiejska Akcja Kobieca, Fundusz Feministyczny czy Miasto Jest Nasze.
Po zakończeniu oficjalnej części Kongresu 12 marca, ulicami Łodzi przeszedł ponad godzinny marsz pod hasłem „O wyższe płace i niższe czynsze!”, który stanowił element dorocznej Manify. Podczas marszu został wygłoszono treść listu do prezydent miasta Hanny Zdanowskiej, w którym krytykowano politykę mieszkaniową władza miasta.

## Publicystyka
Inicjatywa Pracownicza wydaje ogólnopolskie pismo związkowe „Biuletyn Inicjatywa Pracownicza”, które dostępne jest w pełni za darmo w formie papierowej oraz elektronicznej. Oddzielne komisje związkowe wydają również niekiedy swoje publikacje, jak miało to miejsce w przypadku „Na pierwszej linii” (Volskwagen Poznań) czy „Głos Załogi Amazona” (Amazon Polska). Na stronie związku również regularnie ukazują się artykuły publicystyczne.
Związek zawodowy wydaje niekiedy broszury informacyjne na różne tematy (m.in. prawo, warunki pracy w Polsce, imigiracja) lub krótkie publikacje dotyczące historii ruchu pracowniczego w Polsce i na świecie.
W 2022 nakładem związku zawodowego ukazała się książka Przeciwko wyzyskowi i dewastacji. Inicjatywa Pracownicza wobec kryzysu klimatycznego i ekologicznego, która stanowi zbiór artykułów oraz esejów poświęconych tematyce pracowniczej i ochrony środowiska.

## Cele OZZ „Inicjatywa Pracownicza”
Głównym celem działalności Inicjatywy Pracowniczej jest obrona praw pracowniczych i obywatelskich osób zrzeszonych w związku, a także promocja spółdzielczości, samorządności i solidarności w stosunkach międzyludzkich. Organizacja w swoich działaniach odwołuje się do tradycji ruchu syndykalistycznego i anarchosyndykalistycznego. Wysuwa też szereg postulatów o charakterze legislacyjnym i socjalnym.
W statucie organizacji wymienione zostają następujące cele jej działalności:

1) Reprezentowanie i obrona praw oraz interesów pracowniczych, obywatelskich i socjalnych pracowników i innych osób zrzeszonych w Związku oraz ich rodzin.
2) Kształtowanie aktywności społecznej, etyki zawodowej oraz ochrona godności ludzi pracy.
3) Działanie na rzecz sprawiedliwych relacji społecznych i ekonomicznych w wymiarze lokalnym krajowym i międzynarodowym.
4) Zwalczanie niegospodarności i nadużyć.
5) Współdziałanie z organizacjami związkowymi, organizacjami i ruchami społecznymi w kraju i za granicą na zasadach partnerskich.
6) Działanie na rzecz poprawy poziomu życia związkowców i ich rodzin.
7) Oddziaływanie na rzecz samorządności, demokratyzmu, sprawiedliwości społecznej i solidarności w stosunkach międzyludzkich.
8) Promowanie spółdzielczości pracy oraz społecznych form własności środków produkcji.
9) Walka o poprawę warunków pracy, jej bezpieczeństwa oraz o godne wynagrodzenie wszystkich zatrudnionych.
10) Działanie na rzecz ochrony zdrowia i powszechnego, darmowego, równego do niej dostępu oraz na rzecz ochrony środowiska naturalnego człowieka.